# Codex Eliensis
Der Codex Eliensis (auch: Codex E) ist eine in griechischer Sprache verfasste Handschrift von Flavius Josephus’ Contra Apionem, die in den Josephus-Editionen von Hudson und Havercamp den Titel Codex Eliensis erhielt, da der Eigentümer John Moore (1646–1714) zuletzt als Bischof in Ely tätig war. Er ist der erste von insgesamt 18 Titeln einer Sammelhandschrift, die seit 1715 in der Universitätsbibliothek Cambridge unter der Signatur „LI IV 12“ (Katalog-Nr. 2192) verwahrt wird. Er ist ein aus feinem Papier (charta bombycina) bestehender Quartband (30 × 27 cm), der 102 Blätter hat (zwei sind verloren). Die verschiedenen Schreiber sind wohl alle dem 15. Jahrhundert zuzurechnen.
Von 1720 bis zu der im Jahr 2008 von Folker Siegert vorgenommenen Bearbeitung ist er nicht mehr zu einer Kollation verwendet worden.
Der Codex Eliensis beinhaltet aus dem Werk Contra Apionem den Text von 1,1 bis 2,133; wie alle bekannten griechischen Manuskripte des Werks hat er eine Lücke von 2,52–133, die nicht kenntlich gemacht wird. Auf jeder der handbeschriebenen Seiten von 1r bis 21r sind 29 Zeilen notiert.